# Indépendance du Panama de l'Espagne
 (juin 2014).

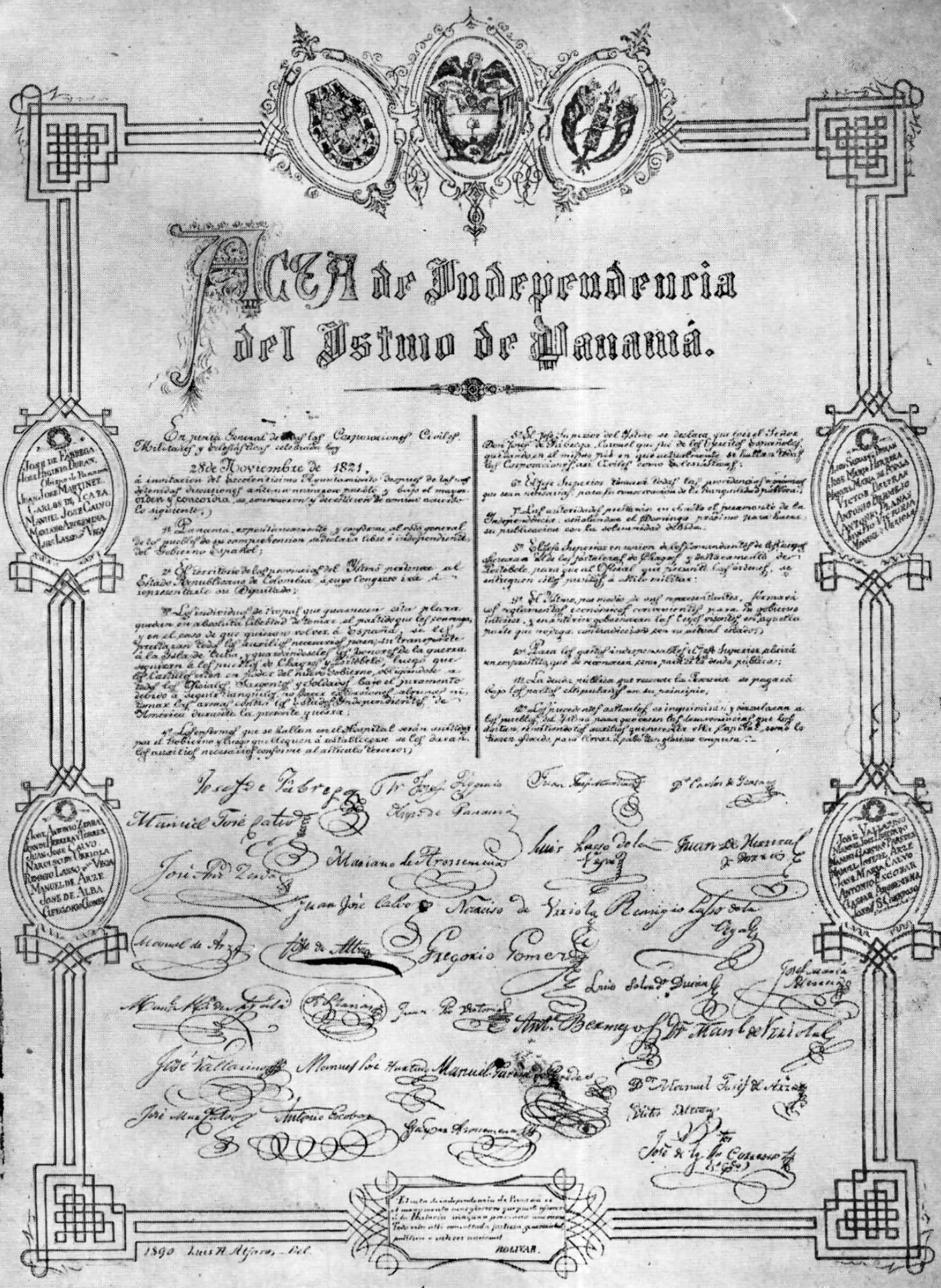
Acta de Independencia de Panamá.

L’indépendance du Panama par rapport à l'Espagne, est le processus d'émancipation qui se déroule entre le  10 novembre et le 1er décembre 1821 et à l'issue duquel le territoire qui compose le Panama actuel rompt les liens coloniaux qui le lient à l'Empire espagnol, mettant un terme à 320 ans de vie coloniale.
Le mouvement panaméen d'indépendance vis-à-vis de la Couronne espagnole débute le 10 novembre 1821 avec l'indépendance de La Villa de Los Santos (es) dirigée par Segundo Villareal, rapidement imitée par d'autres villes de la province comme Natá, Penonomé, Ocú (es) et Parita (es).
L'indépendance de la province est finalement proclamée le 28 novembre 1821 et dans la foulée le nouveau pays décide de rejoindre volontairement la Grande Colombie de Simón Bolívar en même temps que le Venezuela, l'Équateur et la Nouvelle-Grenade (actuelle Colombie).
Trois jours plus tard, le 1er décembre de la même année, l'indépendance de la province de Veragua (qui correspond alors à la moitié occidentale de l'actuel Panama) est proclamée dans la ville de Santiago de Veraguas. La province décide elle aussi de rejoindre la Grande Colombie.
Cet épisode de l'histoire panaméenne est présenté par plusieurs historiens comme la seule et unique indépendance du pays, la sécession de 1903, au cours de laquelle, avec l'aide des États-Unis, le Panama quitte la Colombie n'étant considéré que comme une simple « séparation ».

## Premier cri d'indépendance

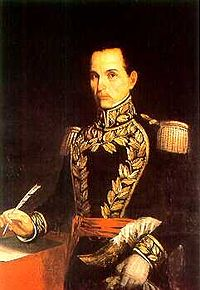
Le colonel José de Fábrega, libérateur du Panamá.

## La Proclamation d'indépendance

Le Panamá décide de manière « volontaire » de s'unir au Vénézuela, à l'Équateur et à la Colombie au sein de la Grande Colombie.